# Sherry Lansing

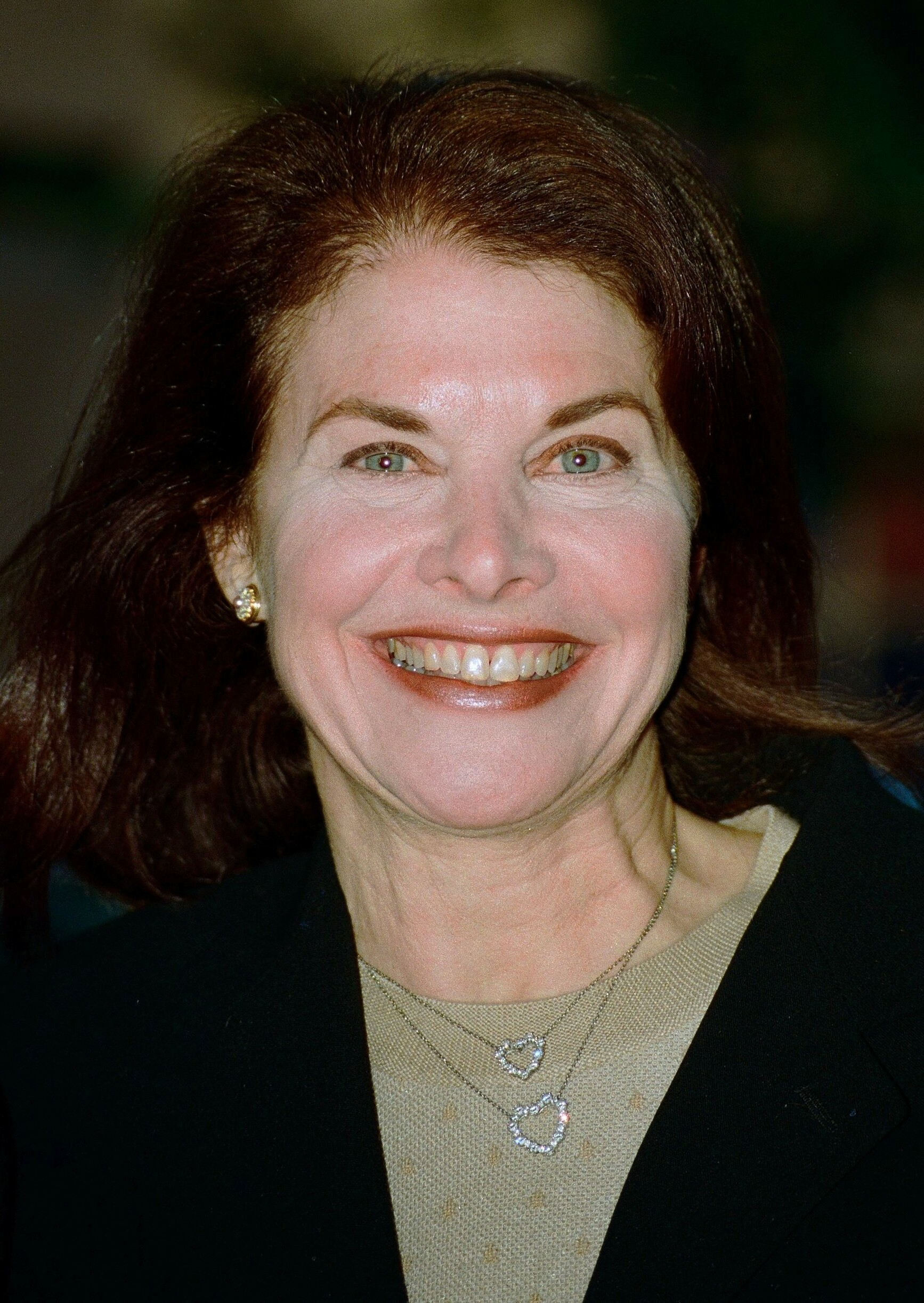
Sherry Lansing (2022)

Sherry Lansing (gebürtig Sherry Lee Heimann; * 31. Juli 1944 in Chicago, Illinois) ist eine US-amerikanische Filmstudioleiterin, Filmproduzentin und Schauspielerin.

## Leben

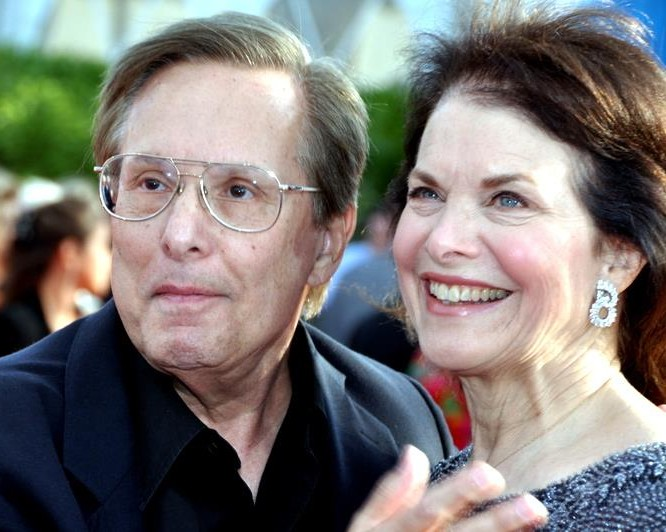
William Friedkin und Sherry Lansing, 2012

Lansings noch minderjährige Mutter war gezwungen, wegen ihres jüdischen Glaubens Nazideutschland zu verlassen, und emigrierte, ohne ein Wort Englisch zu beherrschen, in die USA. Hier lernte sie den US-Amerikaner Norton Lansing kennen, den sie heiratete und dessen Familiennamen sie nun annahm.
Lansing wuchs in Chicago auf und studierte als junge Frau Mathematik, Englisch und Theaterwissenschaften an der Northwestern University, an der sie im Jahr 1966 ihren Bachelor erlangte. Kurz danach zog sie nach Los Angeles, wo sie knapp vier Jahre als Lehrerin an einer High School im Stadtteil Watts arbeitete. Um sich ihre Kasse nebenbei aufzubessern, arbeitete sie als Model, unter anderem für die Kosmetikfirma Max Factor.
1970 erhielt Lansing erste kleine Rollen, darunter in Rio Lobo an der Seite von John Wayne. Obwohl sie danach noch in einer Handvoll Fernsehserien als Gastdarstellerin mitwirkte, zog es Lansing schnell hinter die Kamera. Nachdem sie als Story Editor und Drehbuchlektorin tätig gewesen war, wurde Lansing 1977 Vizepräsidentin der Columbia Pictures. Weitere sechs Jahre später, im Jahr 1984, gründete sie mit dem Filmproduzenten Stanley R. Jaffe die unabhängige Produktionsgesellschaft Jaffee-Lansing.
1990 wechselte Lansing in den Vorstand von Paramount Pictures und wurde 1992 zur Präsidentin des Unternehmens gewählt. Lansing war damit nach Dawn Steel eine der ersten Frauen in der Chefetage einer so mächtigen Filmproduktionsgesellschaft. Unter ihrer Führung als Chief Executive Officer konnte Paramount zahlreiche erfolgreiche Filme, darunter Titanic (1997) und Der Soldat James Ryan (1998) realisieren, die mit zahlreichen Oscars ausgezeichnet wurden. Knapp 13 Jahre lang war Lansing Präsidentin der Paramount Group und zog sich 2005 aus dem Filmgeschäft ins Privatleben zurück. Im selben Jahr gründete sie die Sherry Lansing Foundation, eine Nichtregierungsorganisation, deren Ziel es ist, sich für den Kampf gegen Krebs starkzumachen.
Für ihre Verdienste in der Filmindustrie erhielt sie 2007 den Jean Hersholt Humanitarian Award, einen Ehrenoscar. Auch erinnert ein Stern am Hollywood Walk of Fame an Sherry Lansing. 2014 wurde sie in die American Academy of Arts and Sciences gewählt.
Sie war seit Juli 1991 bis zu seinem Tod im August 2023 mit dem Filmregisseur William Friedkin verheiratet.

## Filmografie (Auswahl)
Schauspielerin
- 1970: Rio Lobo

Produzentin
- 1987: Eine verhängnisvolle Affäre (Fatal Attraction)
- 1988: Angeklagt (The Accused)
- 1989: Black Rain
- 1992: Der Außenseiter (School Ties)
- 1993: Ein unmoralisches Angebot (Indecent Proposal)

## Filmpreise (Auszug)
- 1988: Oscar-Nominierung für den Besten Film für: Eine verhängnisvolle Affäre (Fatal Attraction)
- 2007: Jean Hersholt Humanitarian Award
- 1994: Goldene Himbeere für den Schlechtesten Film für: Ein unmoralisches Angebot (Indecent Proposal)
- 1996: Elle Women in Hollywood Award
- Publicists Guild of America
  - 1996: Showmanship Award
  - 1989: Showmanship Award  (zusammen mit    Stanley R. Jaffe)
- 1996: Stern auf dem Walk of Fame  am 6925 Hollywood Blvd.
- Women in Film Crystal Award 1981